# Kirker i Viborg Amt
Viborg Amt var et amt før Kommunalreformen i 1970.
Viborg Amt bestod af tolv herreder:

## Fjends Herred
- Daugbjerg Kirke
- Dommerby Kirke
- Feldingbjerg Kirke
- Stoholm Kirke – Feldingbjerg Sogn
- Fly Kirke
- Iglsø Kirke – Fly Sogn
- Gammelstrup Kirke
- Højslev Kirke
- Kobberup Kirke
- Kvols Kirke
- Lundø Kirke
- Mønsted Kirke
- Sparkær Kirke – Nørre Borris Sogn
- Resen Kirke
- Smollerup Kirke
- Tårup Kirke (Taarup)
- Vridsted Kirke
- Vroue Kirke
- Ørslevkloster Kirke
- Ørum Kirke
- Den nordlige del af Frederiks Kirke

## Harre Herred
- Durup Kirke
- Sankt Mortens Kirke – Fur Sogn
- Glyngøre Kirke
- Harre Kirke
- Hjerk Kirke
- Nautrup Kirke
- Roslev Kirke
- Sæby Kirke
- Tøndering Kirke
- Vile Kirke
- Åsted Kirke i Åsted Sogn

## Hids Herred
- Balle Kirke
- Dybkær Kirke i Gødvad Sogn
- Engesvang Kirke
- Funder Kirke
- Gødvad Kirke
- Hvinningdal Kirke i Balle Sogn
- Kragelund Kirke
- Lemming Kirke
- Sejling Kirke
- Serup Kirke
- Sinding Kirke
- Svostrup Kirke

## Hindborg Herred
- Brøndum Kirke
- Dølby Kirke
- Hem Kirke
- Hindborg Kirke
- Hvidbjerg Kirke
- Oddense Kirke
- Otting Kirke
- Skive – Egeris Kirke
- Skive – Resen Kirke
- Skive – Skive Kirke
- Skive – Vor Frue Kirke
- Volling Kirke

## Houlbjerg Herred
- Aidt Kirke
- Gerning Kirke
- Granslev Kirke
- Gullev Kirke
- Haurum Kirke
- Houlbjerg Kirke
- Hvorslev Kirke
- Sahl Kirke
- Sall Kirke
- Skjød Kirke
- Thorsø Kirke
- Vejerslev Kirke
- Vellev Kirke

## Lysgård Herred
- Almind Kirke
- Elsborg Kirke
- Frederiks Kirke
- Grathe Kirke i Grathe Sogn
- Grønbæk Kirke
- Ans Kirke – Grønbæk Sogn
- Hinge Kirke
- Højbjerg Kirke
- Hørup Kirke
- Karup Kirke
- Levring Kirke
- Lysgård Kirke (Lysgaard)
- Sjørslev Kirke
- Thorning Kirke
- Vinderslev Kirke
- Vium Kirke

## Middelsom Herred
- Bjerring Kirke
- Bjerringbro Kirke
- Brandstrup Kirke i Vindum Sogn
- Grensten Kirke
- Helstrup Kirke
- Hjermind Kirke
- Hjorthede Kirke
- Langå Kirke
- Lee Kirke
- Mammen Kirke
- Skjern Kirke
- Sønder Rind Kirke
- Sønder Vinge Kirke
- Torup Kirke
- Ulstrupbro Kirke
- Vester Velling Kirke
- Vindum Kirke
- Vinkel Kirke
- Øster Velling Kirke

## Nørlyng Herred
- Bigum Kirke
- Dollerup Kirke
- Hald Ege Kirke – Dollerup Sogn
- Finderup Kirke
- Fiskbæk Kirke
- Houlkær Kirke i Houlkær Sogn
- Lindum Kirke
- Løvel Kirke
- Pederstrup Kirke
- Ravnstrup Kirke
- Romlund Kirke
- Rødding Kirke
- Tapdrup Kirke
- Vammen Kirke
- Viborg – Asmild Kirke
- Viborg – Søndermarkskirken
- Viborg – Sortebrødre Kirke i Søndre Sogn
- Viborg – Gråbrødre Klosterkirke i Viborg Domsogn
- Viborg – Vestervang Kirke
- Viborg – Viborg Domkirke
- Vorde Kirke

## Nørre Herred
- Grinderslev Kirke
- Grønning Kirke
- Jebjerg Kirke
- Junget Kirke
- Lyby Kirke
- Rybjerg Kirke
- Selde Kirke
- Thise Kirke
- Thorum Kirke

## Rinds Herred
- Fjelsø Kirke
- Gedsted Kirke
- Hersom Kirke
- Hvam Kirke
- Hvilsom Kirke
- Klejtrup Kirke
- Lynderup Kirke
- Låstrup Kirke
- Roum Kirke
- Simested Kirke
- Skals Kirke
- Testrup Kirke
- Ulbjerg Kirke
- Vester Bjerregrav Kirke
- Vesterbølle Kirke
- Svingelbjerg Kirke – Vesterbølle Sogn
- Tostrup Kirke
- Østerbølle Kirke
- Aalestrup Kirke

## Rødding Herred
- Balling Kirke
- Håsum Kirke
- Krejbjerg Kirke
- Lem Kirke
- Lihme Kirke
- Ramsing Kirke
- Rødding Kirke
- Vejby Kirke

## Sønderlyng Herred
- Hammershøj Kirke
- Hornbæk Kirke
- Kvorning Kirke
- Læsten Kirke
- Nørbæk Kirke
- Nørre Vinge Kirke
- Sønderbæk Kirke
- Tjele Kirke
- Tånum Kirke
- Vejrum Kirke
- Viskum Kirke
- Vorning Kirke
- Ålum Kirke
- Ørum Kirke
- Øster Bjerregrav Kirke

Efter Kommunalreformen i 1970 blev Viborg Amt delt mellem Ringkjøbing Amt, Viborg Amt og Århus Amt.